# A Lego Brickumentary
Pour plus de détails, voir Fiche technique et Distribution.
A Lego Brickumentary est un film documentaire américano-danois réalisé par Kief Davidson et Daniel Junge (en) sorti en 2014 et basé sur la franchise de jouets Lego.
Il a réalisé un box-office de 101 531 $.

## Fiche technique
- Titre original : A Lego Brickumentary
- Titre autre : Beyond the Brick: A Lego Brickumentary
- Réalisation : Kief Davidson, Daniel Junge (en)
- Scénario : Davis Coombe, Kief Davidson, Daniel Junge
- Musique : John Jennings Boyd
- Photographie : Luke Geissbuhler, Robert Muratore
- Animation : Davis Coombe, Tiffany Hauck, Chad Herschberger, Marc Jakubowicz, Inbal B. Lessner, Darrin Roberts
- Production : Chris Brown, Daniel Junge, Brendan Kiernan, Justin Moore-Lewy
- Compagnies de production : Global Emerging Markets, HeLo
- Compagnie de distribution : The Weinstein Company
- Pays :  Danemark,  États-Unis
- Langue : anglais
- Budget : 1 million de dollars
- Durée : 93 minutes
- Dates de sorties :
  - États-Unis : 20 avril 2014 (festival du film de Tribeca), 16 avril 2014 (festival international du film de Seattle), 31 juillet 2015 (sortie nationale)
  - Danemark : 9 novembre 2014 (festival international du film documentaire de Copenhague)
  - Canada : 31 juillet 2015 (limité)

## Distribution
- Jason Bateman : Narrateur

Le film voit l'apparition de Jamie Berard, Alice Finch, Bret Harris, G.W. Krauss, Dan Legoff, Brian Whitaker et de l'artiste Nathan Sawaya.